# Aminoacyl-tRNA syntetáza
Aminoacyl-tRNA syntetáza (aaRS) je enzym ze skupiny ligáz, který umožňuje navázání jedné z dvaceti proteinogenních aminokyselin na příslušnou molekulu transferové RNA (tRNA).

## Mechanismus
Enzym katalyzuje nejprve navázání aminokyseliny k adenosintrifosfátu (ATP), čímž se aktivuje a vzniká tzv. aminoacyl-adenylát. Tento přechodný produkt je tedy v tuto chvíli složen z řetězce tRNA, na jehož 3' konci je připojen adenosin. Aminoacyl–adenylát je následně aktivitou stejného enzymu připojen přes karboxylovou skupinu aminokyseliny k 2' nebo 3' hydroxylové skupině koncového adenosinu tRNA molekuly, čímž vzniká tzv. aminoacyl-tRNA. Ta putuje na A-místo ribozomu, tedy na místo translace (syntézy proteinů z aminokyselin).
Aminoacyl-tRNA syntetáz je typicky dvacet druhů, což je v přesné shodě s počtem proteinogenních aminokyselin. Znamená to, že každá aminokyselina má vyhrazen jeden typ aminoacyl-tRNA syntetázy, jenž umožňuje její navázání s konkrétní tRNA. To je nutné pro správné rozluštění genetického kódu na ribozomu, tzn. aby byly podle informace na vlákně mRNA na ribozomu správně poskládány bílkoviny. Někdy jsou aminokyseliny velmi podobné stavby a aminoacyl-tRNA syntetázy tedy musí být při své činnosti velmi přesné: například leucin a valin se liší pouze jednou methylenovou skupinou a snadno by mohlo dojít k chybě. Kdyby k tomu došlo, mnohé aminoacyl-tRNA syntetázy mají ještě pojistku: jsou totiž schopné tuto chybu opravit a následně dosadit na tRNA správnou aminokyselinu. Díky tomu je chybovost pouze asi 1/3 000.

## Další funkce
Některé enzymy ze skupiny aminoacyl-tRNA syntetáz jsou schopné donedávna netušených funkcí. Samostatnou kapitolou je selenocystein-tRNA syntetáza, která je schopná na kodon UGA (normálně stopkodon) přidat aminokyselinu selenocystein, která tak může být označena za jistou „21. aminokyselinu“. Tato reakce se děje při přítomnosti jisté „selenocysteinové“ sekvence v blízkosti UGA kodonu. Druhou výjimkou (22. aminokyselinou) je pyrolysin, který má rovněž speciální pyrolysyl-tRNA syntetázu.
V mitochondriích hub navozují některé aminoacyl-tRNA syntetázy splicing. Bakteriální threonyl-tRNA syntetázy zase regulují svou vlastní transkripci vazbou na příslušný úsek DNA. Některé další jsou schopné u eukaryot stimulovat například angiogenezi či aktivitu imunitního systému.